# Лёгкая атлетика на летних Олимпийских играх 2020 — бег на 400 метров с барьерами (мужчины)
Бег на 400 метров с барьерами среди мужчин на летних Олимпийских играх 2020 года проходил с 30 июля по 3 августа 2021 годана на Японском национальном стадионе.  В соревнованиях приняли участие 36 спортсмена из 27 стран.
3 августа 2021 года на Играх-2020 в Токио на соревнованиях по легкой атлетике состоялся невероятный забег на 400 м с барьерами в исполнении Карстена Вархольма – 25-летний норвежец промчавшись за 45,94 сбросил с прежнего своего мирового рекорда, установленного месяцем ранее, 0,76 секунды. Мало того, заметно превысил прежний мировой рекорд и его оппонент – серебряный призер соревнований Рай Бенджамин из США побив предыдущий рекорд на 0,53 секунды.. Бразильский спортсмен в беге с препятствиями Алисон дос Сантос завоевал бронзу. Медали стали первыми в турнире для Норвегии и для Бразилии.

## Медалисты
| Золото                    | Серебро           | Бронза                     |
| Карстен Вархольм Норвегия | Рай Бенджамин США | Алисон дос Сантос Бразилия |

## История
Соревнование бегу на 110 метров с барьерами среди мужчин на Олимпийских играх 2020 года будет проводиться в 27-й раз. Впервые было проведено в 1900 году. Оно было исключено из программы 1912 года и возвращено в Олимпийские игры после Первой мировой войны в 1920 году.
Действующий чемпион мира Карстен Вархольм из Норвегии. Действующий олимпийский чемпион Керрон Клемент не участвовал в соревнованиях.

## Квалификация
Квалификационный стандарт на Олимпийские игры 2020 бегунов на 400 метров с барьерами  установлен 48,90 секунды. Стандарт был установлен с целью включения в турнир спортсменов выполнившие на квалификационных соревнованиях установленный норматив, но которые не смогли пройти квалификацию по итогам мирового рейтинга ИААФ. Мировые рейтинги, основанные на расчете среднего из пяти лучших результатов спортсмена за квалификационный период с учетом сложности уровня соревнований. Данные условия для отбора спортсменов использоваться, пока не будет достигнуто ограничение в 40.
Квалификационный период первоначально был установлен с 1 мая 2019 года по 29 июня 2020 года. Из -за пандемии коронавирусной инфекции в период с 6 апреля 2020 года по 30 ноября 2020 года соревнования был приостановлены и дата окончания продлена до 29 июня 2021 года. Дата начала квалификации по итогам мирового рейтинга также была изменена с 1 мая 2019 г. на 30 июня 2020 г. Спортсмены выполнившие квалификационный стандарт в течение этого времени, были квалифицированы, а провести отбор по мировому рейтингу было не возможно из-за отсутствия легкоатлетических турниров. ИААФ изменил требование к расчету мирового рейтинга, включив соревнования как на открытом воздухе, так и в помещении, а также последний региональный чемпионат был засчитан, даже если он проведен не во время квалификационного периода.
Национальный олимпийский комитет (НОК) может заявить не более 3 квалифицированных спортсменов в забеге 400 метров с барьерами. Если все спортсмены соответствуют начальному квалификационному стандарту или прошли квалификацию путем ранжирования мирового рейтинга в течение квалификационного периода. (Ограничение в 3 было введено на Олимпийском Конгрессе в 1930 г.)
21 бегуна прошли квалификацию по установленному нормативу; 12 - по позициям мирового рейтинга и 3 – НОК  Кабо-Верде, НОК  Мозамбик и НОК  Сейшелы использовали свое универсальное место и ввели одного спортсмена, так как у них нет спортсменов, соответствующих стандарту входа на легкоатлетическое мероприятие — бегу на 400 метров с барьерами среди мужчин.

## Рекорды
Мировой и олимпийский рекорды до начала летних Олимпийских игр 2020 года:
| Мировой рекорд     | Карстен Вархольм(Норвегия) | 46,70 | Осло      | 1 июля 2021    |
| Олимпийский рекорд | Кевин Янг (USA)            | 46,78 | Барселона | 6 августа 1992 |

В ходе этого соревнования были установлены следующие новые мировые и олимпийские рекорды:
| Мировой рекорд     | Карстен Вархольм(Норвегия) | 45,94 | Токио | 3 августа 2021 |
| Олимпийский рекорд | Карстен Вархольм (NOR)     | 45,94 | Токио | 3 августа 2021 |

В ходе этого соревнования были установлены следующие новые рекорды области (континентальные):
| Континент                                                  | Спортсмен         | Время    | Страна                    |
| ---------------------------------------------------------- | ----------------- | -------- | ------------------------- |
| Европа (Рекорды)                                           | Карстен Вархольм  | 45.94 WR | Норвегия                  |
| Северной и Центральной Америки и стран Карибского бассейна | Рай Бенджамин     | 46.17    | Соединённые Штаты Америки |
| Южная Америка                                              | Элисон Душ Сантуш | 46.72    | Бразилия                  |

## Формат и календарь турнира
Турнир продолжает проводиться в трехраундовом формате, используемый ранее на всех Играх с 1908 года (за исключением соревнования в 1952 году проводившегося в четыре раунда).
Время Олимпийских объектов местное (Япония, UTC+9)
| Дата                        | Время | Раунд      |
| --------------------------- | ----- | ---------- |
| Пятница, 30 июля 2021       | 09:00 | Раунд 1    |
| Воскресенье, 1 августа 2021 | 21:00 | Полуфиналы |
| Вторник, 3 августа 2021     | 09:00 | Финал      |

## Результаты

### Раунд 1
Квалификационные правила: первые 4 в каждом забеге (Q) и дополнительно 4 с лучшими показанными результатами из всех забегов (q) проходят в полуфинал.

#### Забег 1
| Место | Дорожка | Спортсмен          | НОК      | Реакция на старте | Время | Примечание |
| ----- | ------- | ------------------ | -------- | ----------------- | ----- | ---------- |
| 1     | 2       | Абдеррахман Самба  | Катар    | 0.200             | 48.38 | Q          |
| 2     | 6       | Алисон дос Сантос  | Бразилия | 0.152             | 48.42 | Q          |
| 3     | 8       | Абдельмалик Лахулу | Алжир    | 0.149             | 48.83 | Q, SB      |
| 4     | 4       | Кемар Моуватт      | Ямайка   | 0.139             | 49.06 | Q          |
| 5     | 5       | Людви Вайян        | Франция  | 0.152             | 49.23 | q          |
| 6     | 7       | Мате Корокнай      | Венгрия  | 0.151             | 49.80 |            |
| 7     | 3       | Чэнь Цзе           | Тайвань  | 0.158             | 50.96 | SB         |

#### Забег 2
| Место | Дорожка | Спортсмен           | НОК      | Реакция на старте | Время | Примечание |
| ----- | ------- | ------------------- | -------- | ----------------- | ----- | ---------- |
| 1     | 4       | Джахил Хайд         | Ямайка   | 0.184             | 48.54 | Q          |
| 2     | 7       | Кеннет Селмон       | США      | 0.185             | 48.61 | Q          |
| 3     | 8       | Хирому Ямаути       | Япония   | 0.184             | 49.21 | Q          |
| 4     | 9       | Константин Прейс    | Германия | 0.215             | 49.73 | Q          |
| 5     | 6       | Крев Армандо Мачава | Мозамбик | 0.159             | 50.37 | SB         |
| 6     | 2       | Мохамед Амин Туати  | Тунис    | 0.152             | 50.58 |            |
| 7     | 5       | Серхио Фернандес    | Испания  | 0.152             | 51.51 |            |
| 8     | 3       | Нед Аземия          | Сейшелы  | 0.151             | 51.67 |            |

#### Забег 3
| Место | Дорожка | Спортсмен          | НОК        | Реакция на старте | Время | Примечание |
| ----- | ------- | ------------------ | ---------- | ----------------- | ----- | ---------- |
| 1     | 8       | Карстен Вархольм   | Норвегия   | 0.157             | 48.65 | Q          |
| 2     | 7       | Томас Барр         | Ирландия   | 0.147             | 49.02 | Q          |
| 3     | 3       | Алессандро Сибилио | Италия     | 0.126             | 49.11 | Q          |
| 4     | 4       | Люк Кэмпбелл       | Германия   | 0.145             | 49.19 | Q, SB      |
| 5     | 5       | Вильфрид Хаппио    | Франция    | 0.152             | 49.39 | q          |
| 6     | 6       | Марсио Телес       | Бразилия   | 0.154             | 49.70 | SB         |
| 7     | 2       | Джеральд Дрюммонд  | Коста-Рика | 0.183             | 49.92 |            |

#### Забег 4
| Место | Дорожка | Спортсмен        | НОК                           | Реакция на старте | Время | Примечание |
| ----- | ------- | ---------------- | ----------------------------- | ----------------- | ----- | ---------- |
| 1     | 2       | Кайрон Макмастер | Британские Виргинские Острова | 0.184             | 48.79 | Q          |
| 2     | 5       | Ясмани Копельо   | Турция                        | 0.188             | 49.00 | Q          |
| 3     | 4       | Шон Роу          | Ямайка                        | 0.157             | 49.18 | Q, SB      |
| 4     | 6       | Дэвид Кендзиера  | США                           | 0.192             | 49.23 | Q          |
| 5     | 8       | Джошуа Абуаку    | Германия                      | 0.169             | 49.50 | q, SB      |
| 6     | 3       | Кадзуки Курокава | Япония                        | 0.154             | 50.30 |            |
| 7     | 7       | Жордин Андраде   | Кабо-Верде                    | 0.202             | 50.64 | SB         |

#### Забег 5
| Место | Дорожка | Спортсмен         | НОК        | Реакция на старте | Время | Примечание |
| ----- | ------- | ----------------- | ---------- | ----------------- | ----- | ---------- |
| 1     | 6       | Рай Бенджамин     | США        | 0.209             | 48.60 | Q          |
| 2     | 4       | Расмус Мяги       | Эстония    | 0.160             | 48.73 | Q          |
| 3     | 2       | Соквакхана Зазини | ЮАР        | 0.147             | 49.51 | Q, SB      |
| 4     | 7       | Ник Смидт         | Нидерланды | 0.181             | 49.55 | Q          |
| 5     | 3       | Вит Мюллер        | Чехия      | 0.143             | 49.59 | q          |
| 6     | 8       | Такатоши Абэ      | Япония     | 0.166             | 49.98 |            |
| 7     | 5       | М.П. Джабир       | Индия      | 0.167             | 50.77 |            |

### Полуфиналы
Квалификационные правила: первые 2 в каждом забеге (Q) и дополнительно 2 с лучшими показанными результатами из всех забегов (q) проходят в полуфинал.

#### Полуфинал 1
| Место | Дорожка | Спортсмен         | НОК      | Реакция на старте | Время | Примечание |
| ----- | ------- | ----------------- | -------- | ----------------- | ----- | ---------- |
| 1     | 7       | Карстен Вархольм  | Норвегия | 0.156             | 47.30 | Q          |
| 2     | 5       | Рай Бенджамин     | США      | 0.184             | 47.37 | Q          |
| 3     | 4       | Ясмани Копельо    | Турция   | 0.183             | 47.88 | q, SB      |
| 4     | 6       | Томас Барр        | Ирландия | 0.151             | 48.26 | SB         |
| 5     | 9       | Кемар Моуватт     | Ямайка   | 0.166             | 48.95 |            |
| 6     | 8       | Соквакхана Зазини | ЮАР      | 0.150             | 48.99 | SB         |
| 7     | 3       | Людви Вайллант    | Франция  | 0.162             | 49.02 | SB         |
| 8     | 2       | Джошуа Абуаку     | Германия | 0.179             | 49.93 |            |

#### Полуфинал 2
| Место | Дорожка | Спортсмен          | НОК        | Реакция на старте | Время | Примечание |
| ----- | ------- | ------------------ | ---------- | ----------------- | ----- | ---------- |
| 1     | 7       | Алисон дос Сантос  | Бразилия   | 0.171             | 47.31 | Q, AR      |
| 2     | 5       | Абдеррахман Самба  | Катар      | 0.188             | 47.47 | Q, SB      |
| 3     | 4       | Алессандро Сибилио | Италия     | 0.123             | 47.93 | q, PB      |
| 4     | 6       | Кеннет Селмон      | США        | 0.225             | 48.58 |            |
| 5     | 8       | Люк Кэмпбелл       | Германия   | 0.153             | 48.62 | PB         |
| 6     | 9       | Шон Роу            | Ямайка     | 0.204             | 48.83 | PB         |
| 7     | 2       | Ник Смидт          | Нидерланды | 0.164             | 49.35 | SB         |
| 8     | 3       | Вит Мюллер         | Чехия      | 0.145             | 49.69 |            |

#### Полуфинал 3
| Место | Дорожка | Спортсмен          | НОК                           | Реакция на старте | Время   | Примечание |
| ----- | ------- | ------------------ | ----------------------------- | ----------------- | ------- | ---------- |
| 1     | 7       | Кайрон Макмастер   | Британские Виргинские Острова | 0.179             | 48.26   | Q          |
| 2     | 6       | Расмус Мяги        | Эстония                       | 0.156             | 48.36   | Q, NR      |
| 3     | 9       | Дэвид Кендзиера    | США                           | 0.190             | 48.67   |            |
| 4     | 2       | Константин Прейс   | Германия                      | 0.186             | 49.10   |            |
| 5     | 5       | Абдельмалик Лахулу | Алжир                         | 0.125             | 49.14   |            |
| 6     | 8       | Хирому Ямаути      | Япония                        | 0.192             | 49.35   |            |
| 7     | 3       | Вильфрид Хаппио    | Франция                       | 0.130             | 49.49   |            |
| 8     | 4       | Джахил Хайд        | Ямайка                        | 0.159             | 1:27.38 |            |

### Финал
| Место | Дорожка | Спортсмен          | НОК                           | Реакция на старте | Время | Примечание |
| ----- | ------- | ------------------ | ----------------------------- | ----------------- | ----- | ---------- |
| 1     | 6       | Карстен Вархольм   | Норвегия                      | 0.145             | 45.94 | WR, OR     |
| 2     | 5       | Рай Бенджамин      | США                           | 0.168             | 46.17 | AR         |
| 3     | 7       | Алисон дос Сантос  | Бразилия                      | 0.156             | 46.72 | AR         |
| 4     | 4       | Кайрон Макмастер   | Британские Виргинские Острова | 0.157             | 47.08 | NR         |
| 5     | 8       | Абдеррахман Самба  | Катар                         | 0.186             | 47.12 | SB         |
| 6     | 3       | Ясмани Копельо     | Турция                        | 0.166             | 47.81 | =NR        |
| 7     | 9       | Расмус Мяги        | Эстония                       | 0.167             | 48.11 | NR         |
| 8     | 2       | Алессандро Сибилио | Италия                        | 0.144             | 48.77 |            |